# Tribune, Kansas
Tribune là một thành phố thuộc quận Greeley, tiểu bang Kansas, Hoa Kỳ. Năm 2010, dân số của xã này là 741 người.

## Dân số
Dân số các năm:
- Năm 2000: 835 người
- Năm 2010: 741 người